# Inguz (god)

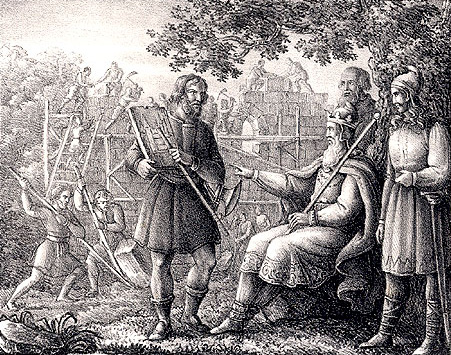
Yngvi-Freyr bouwt de Tempel van Uppsala
Hugo Hamilton (1830)

Inguz, Yngvi, Ingwaz of Ing was een Noordse god.

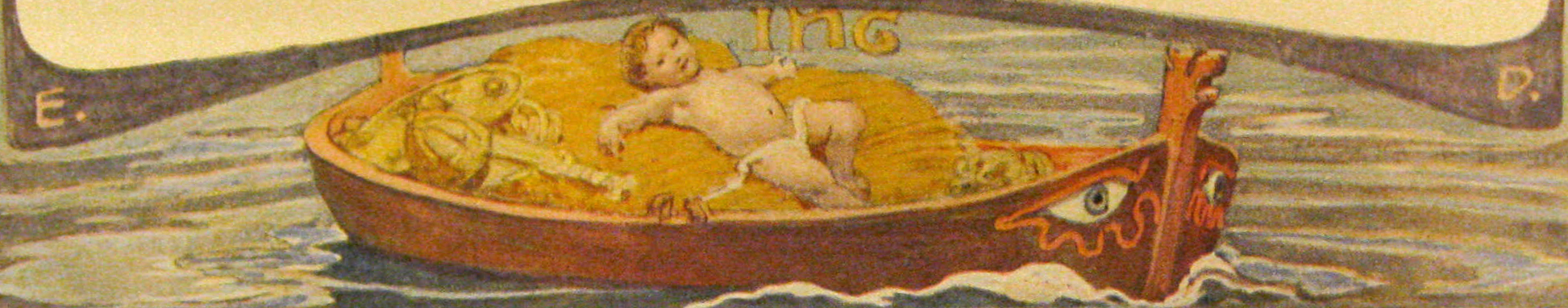
Ing

Er wordt verondersteld dat Yngvi een oudere naam is voor de god Freyr (oorspronkelijk een synoniem voor "Heer"). Yngvi werd vereerd door Scandinavische stammen. Hij wordt wel vereenzelvigd met een van de drie zoons van Mannus. Deze zoon beschouwden de Germanen volgens Tacitus in zijn Germania als de legendarische voorouder van de Ingvaeones.
De naam Inguz of slechts het element Ing-, wordt in het Oudengels, Fries, Nederlands, Nedersaksisch, Noors, Deens, Zweeds en IJslands vaak gebruikt in namen. Denk hierbij bijvoorbeeld aan de meisjesnaam Inge. Hieronder staat een Oudengels gedicht waarin een Ing genoemd wordt.
Ing wæs ærest mid Eástdenum
gesewen secgum, oð he síððan eást
ofer wæg gewát. wæn æfter ran.
þus Heardingas þone hæle nemdon.
"Ing was eerste te midden de Oost-Denen
zo gezien, tot hij oostwaarts ging
over de zee. Zijn wagen voer na.
Aldus noemden de Haerdingen die held."
In de Skaldskaparmal van de Proza-Edda van Snorri Sturluson wordt een Yngvi genoemd, als zoon van Halfdan de Oude. De dynastie van de Ynglingen stamt af van deze Yngvi.